# Vaalser Hügelland

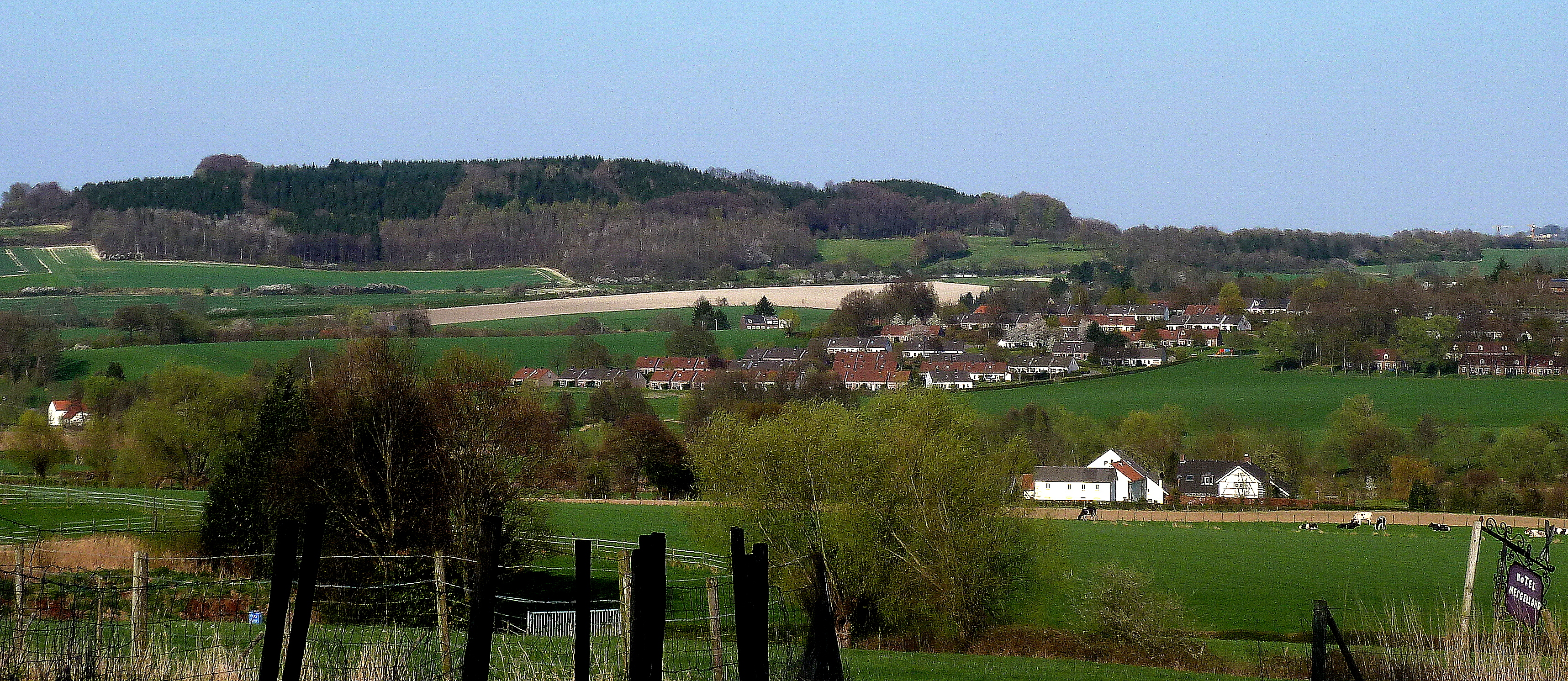
Vaalser Hügelland mit Schneeberg

Das Vaalser Hügelland ist eine naturräumliche Untereinheit (Naturraum fünfter Ordnung) im Stadtgebiet von Aachen, Stadtbezirk Laurensberg. Es bildet die Untereinheit 561.3 in der Haupteinheit Aachener Hügelland (561), die Bestandteil des Vennvorlands (Haupteinheitengruppe 56) ist. Das Vaalser Hügelland ist Bestandteil eines grenzüberschreitenden Naturraums, teilweise als Aachen-Limburger Hügelland bezeichnet. Die namengebende Gemeinde Vaals liegt schon in der niederländischen Provinz Limburg. Für den niederländischen Anteil ist der Name Vaalser Hügelland aber nicht üblich, die Landschaft wird hier Heuvelland (deutsch: Hügelland) genannt.
Südlich und östlich schließt an das Vaalser Hügelland das Aachener Hügelland, mit dem Aachener Talkessel (561.1) im Westen, an. Nordöstlich liegt die (westliche) Jülicher Börde.
Der höchste Berg des Vaalser Hügellandes ist der Schneeberg mit einer Höhe von 256,5 m. Das Vaalser Hügelland wird durchflossen vom Senserbach und dem Oberlauf des Wildbachs.
Das Vaalser Hügelland wird aufgebaut aus lehmig-tonigen Böden aus Sedimentgestein der Kreidezeit. Im Gegensatz zum südlich anschließenden Aachener Wald ist es kaum bewaldet, sondern eher landwirtschaftlich genutzt, vor allem als Grünland, etwa in der dörflich-ländlich strukturierten Gemarkung von Orsbach. Der eingelagerte Orsbacher Wald ist heute Naturschutzgebiet.

## Klima
Das Klima ist gekennzeichnet durch leicht maritimes Klima, die Winter sind mild, die Sommer ebenfalls.